# Большой Вавилон
«Большой Вавилон» (англ. Bolshoi Babylon) —  британский документальный фильм 2015 года режиссёра Ника Рида. Речь идёт об истории Большого театра России, включая кислотное нападение Павла Дмитриченко на Сергея Филина в 2013 году. Премьера фильма состоялась 14 сентября на Международном кинофестивале в Торонто. В съемках приняли участие: Владимир Урин, Сергей Филин, Мария Александрова, Анастасия Меськова, Мария Аллаш, Борис Акимов, Анатолий Иксанов, Николай Цискаридзе.

## Сюжет
Впервые в истории международная съёмочная группа оказывается за кулисами главного театра России. Помимо репетиций и огромных физических нагрузок артистов, перед камерами предстаёт и другое закулисье — интриги, соперничество, скандалы в руководстве. Красной линией сюжета проходит история покушения на худрука балетной труппы Большого театра Сергея Филина, в котором был обвинён солист Павел Дмитриченко.

## Критика и отзывы
Деннис Харви из Variety писал, что  происходящее на экране «неизбежно увлекает своим взглядом за кулисы, но показывает намного меньше, чем предполагалось».   Лесли Фелперин, обозреватель The Hollywood Reporter, отмечает, что документальный фильм становится наиболее интересным, когда он исследует внутреннюю политику театра.  Джеффри Макнаб  (The Independent) оценил его на 4/5 звёзд и написал, что это «вызывает чувство трепета» по отношению к театральной труппе.